# North Harbour Stadium
North Harbour Stadium è un impianto sportivo multifunzione neozelandese che si trova a North Shore, quartiere di Auckland, a circa 20 km dal centro cittadino.
Costruito tra il 1995 e il 1997, a lungo è stato usato solo per incontri di calcio e rugby; ospitò gare della Coppa del Mondo di rugby 2011 e tutta la fase finale della Champions League oceaniana di calcio 2016.
Avrebbe dovuto accogliere anche un girone e la finale del campionato oceaniano di calcio 2020 ma l'impegno fu annullato a causa della pandemia di COVID-19.
Originariamente capace di circa 25000 posti, a seguito di lavori eseguiti nel 2019 che lo adattarono anche a campo di baseball perse una tribuna e fu ridotto a circa 14000 posti.
Lo stadio ospita le sedi della federazione calcistica neozelandese e rugbistica della provincia di North Harbour, della cui squadra è anche terreno interno.
Dal 2019 ospita anche le gare dell'Auckland Tuatara, formazione neozelandese che milita nell'Australian Baseball League.
La proprietà della struttura è di Auckland Unlimited, agenzia del governo regionale, e la gestione è di una società da essa controllata, Auckland Stadiums.

## Storia
Ideato negli anni novanta del XX secolo, i lavori di costruzione a cura dello studio d'architettura GHDWoodhead partirono nel 1995 e l'8 marzo 1997 il nuovo impianto, che sorge nelle immediate vicinanze di Auckland, fu ufficialmente inaugurato.
L'impianto, della capacità originaria di 25000 spettatori, presentava alcune innovazioni per l'epoca, come sale congressi, pareti insonorizzate mobili per settorializzare gli ambienti, cucine, sale ristoro e uffici per futuri impieghi da parte delle organizzazioni sportive.
Da subito servì come nuova casa della federazione provinciale rugbistica di North Harbour (già Northland) e divenne stadio interno della locale formazione, oltre che una delle sedi, insieme a Eden Park, della neonata formazione professionistica di Super 12 Auckland Blues.
Nel 1999 accolse anche la neoistituita formazione calcistica del Football Kingz che, tuttavia, dopo una sola stagione, migrò al Mount Smart Stadium lasciando la municipalità in cerca di un occupante fisso per la stagione estiva onde far fronte ai costi di gestione.
Dopo la trasformazione, nel 2005, in NZL Knights, il club tornò al North Harbour, ma dopo sole due stagioni la federcalcio neozelandese gli revocò la licenza di A-League per insolvenza.
Il primo grande appuntamento di rilievo fu l'organizzazione del campionato oceaniano di calcio femminile 2010 che si tenne interamente in tale impianto: la vittoria fu delle padrone di casa neozelandesi che batterono in finale Papua Nuova Guinea per 11-0.
Nel 2011 fu sede accessoria di Auckland nell'accoglienza di incontri della Coppa del Mondo di rugby; in tale occasione affrontò una ristrutturazione minore, l'installazione di una cabina di produzione e trasmissione radiotelevisiva su progetto dello studio Copeland Associates, capace di ospitare 30 tra cronisti e tecnici: la nuova installazione fu inaugurata a fine agosto, 10 giorni prima dell'inizio della Coppa del Mondo, nel corso della quale lo stadio ospitò quattro incontri, tutti della fase a gironi.
Il 1º gennaio 2014 lo stadio assunse il nome commerciale di QBE Stadium per via di un accordo commerciale con l'impresa australiana d'assicurazioni QBE, accordo durato a tutto il 2018.
Ad aprile 2016 lo stadio ospitò l'intera OFC Champions League di calcio che vide una finale tra due club neozelandesi, Auckland City e Team Wellington vinta 3-0 dai primi.
Nel 2019 lo stadio affrontò una ristrutturazione del costo di 2 milioni di dollari e della durata di 90 giorni al fine di allargare il campo e renderlo idoneo anche alla disputa di incontri di baseball: il nuovo terreno presenta una lunghezza massima di 120 m e larghezza di 97 m e, fatta salva l'originaria destinazione d'uso rugbistica, dalla stagione 2019-20 ospita la formazione di baseball dell'Auclkand Tuatara, che milita nell'Australian Baseball League; l'allargamento del campo ha comportato la rimozione della tribuna orientale e la riduzione della capienza a 14000 posti.

## Incontri internazionali di rilievo

### Calcio
| Arbitro: | John Saohu |

| |           |  |
| Riley 7’, 15’ Percival 18’ Wilkinson 32’, 36’ White 38’, 50’, 56’ Gregorius 73’ Hearn 79’ Green 84’ | Marcatori |  |

| Arbitro: | Norbert Hauata |

|                                                                |           |                     |
| Wood 18’, 36’, 90+3’ Barbarouses 39’ Thomas 56’ McGlinchey 81’ | Marcatori | 53’ (rig.) Fa'arodo |

### Rugby a 13
| Arbitro: | Russell Smith |

|                              |    |                           |
| L. Anderson V. Anderson Meli | mt | Rooney (2) A. Minichiello |
| B. Webb (2)                  | tr | Lockyer (2)               |

### Rugby a 15
| Arbitro: | Alain Rolland |

|                                                        |      |                           |
| Alexander 49’ Ashley-Cooper 55’ O’Connor 58’ Ioane 67’ | mt   |                           |
| O’Connor 49’, 55’, 67’                                 | tr   |                           |
| Cooper 19’, 30’                                        | c.p. | 37’, 40’ Mirco Bergamasco |